# Esteno

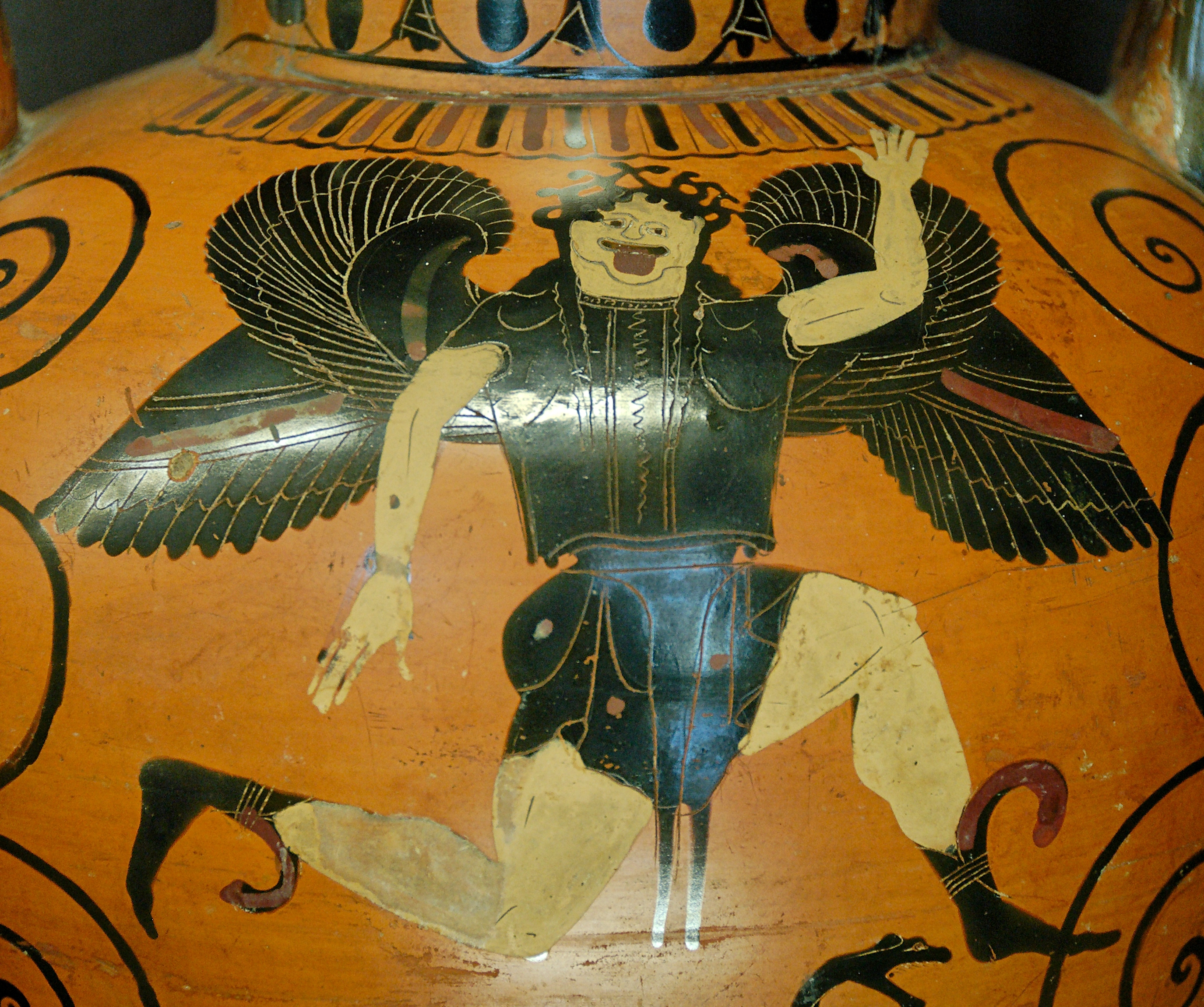
Gorgona. Lado A de un ánfora de cuello de figuras negras del ático, ca. 520–510 a. C. procedente del Louvre.

En la mitología griega, Esteno (del griego antiguo Σθεννώ, «fuerte»), era una de las tres gorgonas junto con sus hermanas Euríale y Medusa. Según la leyenda, Esteno al igual que sus hermanas era una bestia nacida de los dioses marinos Forcis y Ceto, aunque otras fuentes dicen que de Tifón y Equidna. Al igual que su hermana Euríale es inmortal, a diferencia de Medusa, cuyo cuello fue cortado por Perseo.